# Harry Lambart
Henry Godfrey Randolph „Harry“ Lambart (* 9. Juli 1876 in Dublin, Vereinigtes Königreich Großbritannien und Irland; † 11. Juni 1949 in London, England, Vereinigtes Königreich) war ein irischer Schauspieler und Regisseur.

## Leben
Harry Lambart wurde 1876 im irischen Dublin als Sohn von Major Frederick Richard Henry Lambart und Catherine Adeline Maxwell Gill geboren.
Lambart diente bei den 4th Hussars, wo er den Rang eines Captain erreichte. Lambart kämpfte im Zweiten Burenkrieg und dem Ersten Weltkrieg.
Ab dem Jahr 1912 hatte Lambart erste Auftritte als Theaterschauspieler am New Yorker Broadway. Ab dem Jahr 1913 trat er als Schauspieler in Produktionen der Vitagraph Company of America auf. Parallel übernahm er erste Engagements als Regisseur. Gelegentlich wurde er in den Credits als Captain Harry Lambart aufgeführt. Um das Jahr 1918 endete seine Tätigkeit als Schauspieler und Regisseur in den Vereinigten Staaten. Ab 1921 inszenierte er im Vereinigten Königreich noch zwei Spielfilme als Regisseur; Romance and Reality (1921) und Down Under Donovan (1922). Danach war er nicht mehr als Regisseur tätig.
1947 fungierte Lambart am Broadway als Associate Producer der Inszenierung des Stücks Little A am Henry Miller's Theatre. 
Lambart war in erster Ehe ab 1901 mit Ruby Kerchoff, in zweiter Ehe mit Winifred Harris und in dritter Ehe mit Minnie Jago verheiratet. Er starb 1949 in London im Alter von 72 Jahren.

## Filmografie (Auswahl)
Schauspieler
- 1913: Cutey and the Chorus Girls
- 1913: The Fortune
- 1913: Mixed Identities
- 1913: Cutey Tries Reporting
- 1913: One Over on Cutey
- 1913: Keeping Husbands Home
- 1913: The Line-Up
- 1913: He Fell in Love with His Mother-in-Law
- 1913: The Test
- 1913: Matrimonial Manoeuvres
- 1913: Peggy's Burglar
- 1914: His Unknown Girl
- 1914: The Tangle
- 1917: To-Day
- 1918: The Panther Woman

Regisseur
- 1913: According to Seniority
- 1913: The Test
- 1913: The Diver
- 1914: Er ist nicht eifersüchtig (A Lesson in Jealousy)
- 1914: Timing Cupid
- 1914: Cutey's Vacation
- 1914: Scotland Forever
- 1914: How Burke and Burke Made Good
- 1914: The First Endorsement
- 1914: An Officer and a Gentleman
- 1914: The Price of Vanity
- 1914: The Crucible of Fate
- 1914: Memories That Haunt
- 1914: The Spirit and the Clay
- 1914: Private Dennis Hogan
- 1914: The Wrong Flat
- 1914: A Study in Feet
- 1914: The Ageless Sex
- 1914: Fisherman Kate
- 1914: His Unknown Girl
- 1914: Kill or Cure
- 1914: The Rose and the Thorn
- 1914: The Tangle
- 1914: On the Stroke of Five
- 1915: Roselyn
- 1915: The Lady of the Lighthouse
- 1915: The Hand of God
- 1915: The Mystery of Mary
- 1915: The Heights of Hazard
- 1916: The Human Cauldron
- 1917: The Silent Witness
- 1918: The Crucible of Life
- 1921: Romance and Reality
- 1922: Down Under Donovan

## Theatrografie (Auswahl)
Schauspieler
- 1912: The Rose Maid (Globe Theatre, New York City)
- 1916: A Lady's Name (Maxine Elliott's Theatre, New York City)
- 1918: A Night at an Inn (George M. Cohan's Theatre, New York City)
- 1918: Three Faces East (Cohan and Harris, New York City)
- 1918: Some Night! (Harris Theatre, New York City)

Associate Producer
- 1947: Little A (Henry Miller's Theatre, New York City)